# Värings församling
Värings församling är en församling i Billings kontrakt i Skara stift. Församlingen ligger i Skövde kommun i Västra Götalands län och ingår i Norra Billings pastorat.

## Administrativ historik
Församlingen har medeltida ursprung. 
Församlingen var till 2002 moderförsamling i pastoratet Väring och Locketorp som från 1962 även omfattade församlingarna Horn, Frösve, Säter och Binneberg. Församlingen införlivade 2002 Locketorps församling och utgjorde därefter till 2006 ett pastorat med Frösve församling för att från 2006 ingå i Norra Billings pastorat.

## Kyrkor
- Värings kyrka
- Locketorps kyrka